# 608
608(육백팔)은 607보다 크고 609보다 작은 자연수다.

## 수학
- 합성수로, 그 약수는 총 12개다. (1, 2, 4, 8, 16, 19, 32, 38, 76, 152, 304, 608)
  - 608의 진약수의 합은 652이므로, 608은 과잉수다.

## 과학·기술
- 608 아돌피네(영어판): 소행성.
- 코스모스 608호(영어판): 소련의 인공위성.

## 문화재
- 대한민국의 보물 제608호: 완주 위봉사 보광명전

## 기타
- 날짜: 6월 8일
- 연도: 608년, 기원전 608년
- 608 피프스 애비뉴(영어판): 미국 맨해튼 5번가에 있는 사무용 건물.